# Francesco Pertusati
Francesco Pertusati (Milano, 22 febbraio 1679 – Pavia, 17 novembre 1752) è stato un arcivescovo cattolico italiano.

## Biografia

Stemma della famiglia Pertusati

Nato a Milano il 22 febbraio 1679, Francesco Pertusati era figlio di Luca Pertusati, I conte di Castelferro e già presidente del Senato di Milano, e fratello minore del politico e bibliofilo Carlo Pertusati.
A diciassette anni entrò nell'Ordine benedettino degli Olivetani, emettendo il 19 gennaio 1697 la professione religiosa solenne. Compiuti i primi studi filosofici presso il monastero di San Vittore a Milano, si trasferì a Roma dove, completata la formazione teologica, venne ordinato sacerdote il 15 gennaio 1702. Si trasferì nuovamente a Milano dove si dedicò per qualche tempo all'istruzione dei confratelli del suo ordine. Fu poi prescelto per ricoprire la cattedra di teologia scolastica presso la celebre Università di Bologna. Nel 1715 tornò nuovamente a Milano per ricoprire il ruolo di abate di San Vittore al Corpo.
Nel 1717 si trasferì all'abbazia di Monte Oliveto, dove rimase sino al 1719 come abate cancelliere e dal 1720 divenne procuratore generale dell'ordine, passando in Roma presso il monastero di Santa Maria Nuova.
Il 15 aprile 1725 venne convocato assieme ad altri 114 vescovi e arcivescovi a Roma da papa Benedetto XIII per un sinodo di tutte le diocesi e arcidiocesi immediatamente soggette alla Santa Sede. Pavia, che fin dal medioevo era divenuta un'immediatezza pontificia, ripercorse sul modello di Benedetto XIII le disposizioni del Concilio di Trento che il pontefice si disse intenzionato a far riprendere con più vigore. Tornato a Pavia pensò di riformare la diocesi sulla base delle informazioni ricevute, tenendo conto della particolarità di essere divisa fra due stati, da un lato la Lombardia austriaca, dall'altro il Piemonte dei Savoia. Con l'intento di rinvigorire la fede popolare, presiedette personalmente l'annuale processione con le reliquie della Santa Croce promossa in Pavia dalla confraternita del Crocifisso presso la chiesa di Santa Maria delle Mille Virtù, scontrandosi per questo col capitolo della cattedrale che, seguendo l'esempio del suo predecessore cardinale Agostino Cusani, si era rifiutato di presenziare all'evento. Nuovi scontri si ripeterono con il capitolo della cattedrale, al punto che il Pertusati chiese la scomunica dell'arcidiacono e la sospensione a divinis di diversi membri del medesimo sino al settembre di quello stesso anno.
Nel 1728, il 16 luglio, analizzò le ossa ritrovate nella cripta della basilica di San Pietro in Ciel d'Oro nel 1695 e le attribuì a Sant'Agostino, riaccendendo la lite mai sopita tra i Canonici regolari lateranensi e gli Eremitani di Sant'Agostino, i quali entrambi officiavano regolarmente nella chiesa: i primi ritenevano che le reliquie non fossero autentiche, mentre i secondi che le avevano ritrovate le ritenevano le vere ossa del santo di Ippona. Il decreto vescovile del Pertusati venne confermato da papa Benedetto XIII con breve pontificio del 22 settembre di quello steso anno.
Nel 1743 ottenne dalla Santa Sede la concessione del titolo di arcivescovo titolare di Amasea connesso a quello di vescovo di Pavia, per sé e per i propri successori.
Negli ultimi anni del suo episcopato, mons. Pertusati intraprese diversi lavori di rinnovamento del palazzo vescovile di Pavia, facendo sistemare il primo cortile e realizzare cornici alle finestre, inoltre promosse la nuova decorazione della cappella dei vescovi, affidata all'opera di Felice Biella.
Morì a Pavia il 17 novembre 1752. Lasciò una copiosa eredità per sostenere l'opera caritatevole della costruzione di una residenza per i poveri e gli anziani, che ancora oggi porta il suo nome.

## Genealogia episcopale
La genealogia episcopale è:
- Cardinale Tolomeo Gallio
- Vescovo Cesare Speciano
- Patriarca Andrés Pacheco
- Cardinale Agostino Spinola
- Cardinale Giulio Cesare Sacchetti
- Cardinale Ciriaco Rocci
- Cardinale Carlo Carafa della Spina, C.R.
- Cardinale Francesco Nerli
- Cardinale Lorenzo Casoni
- Cardinale Nicola Gaetano Spinola
- Vescovo Francesco Pertusati, O.S.B.Oliv.

## Ascendenza
|                                            |                                         |                     | Genitori         |  |  | Nonni |  |  | Bisnonni |  |  | Trisnonni |  |
|                                            |                                         |                     |                  |  |  |       |  |  | ?        |  |  | ?         |  |
|                                            |                                         |                     |                  |  |  |       |  |  | ?        |  |  | ?         |  |
|                                            |                                         | ?                   |                  |  |  |       |  |  | ?        |  |  |           |  |
| Giovanni Matteo Pertusati                  |                                         |                     |                  |  |  |       |  |  | ?        |  |  |           |  |
|                                            |                                         | ?                   | ?                |  |  |       |  |  |          |  |  |           |  |
|                                            |                                         | ?                   | ?                |  |  |       |  |  |          |  |  |           |  |
|                                            |                                         | ?                   | ?                |  |  |       |  |  |          |  |  |           |  |
| Luca Pertusati, I conte di Castelferro     |                                         | ?                   |                  |  |  |       |  |  |          |  |  |           |  |
|                                            |                                         | ?                   | ?                |  |  |       |  |  |          |  |  |           |  |
|                                            |                                         | ?                   | ?                |  |  |       |  |  |          |  |  |           |  |
|                                            |                                         | ?                   | ?                |  |  |       |  |  |          |  |  |           |  |
| Margherita Covi                            |                                         | ?                   |                  |  |  |       |  |  |          |  |  |           |  |
|                                            |                                         | ?                   | ?                |  |  |       |  |  |          |  |  |           |  |
|                                            |                                         | ?                   | ?                |  |  |       |  |  |          |  |  |           |  |
|                                            |                                         | ?                   | ?                |  |  |       |  |  |          |  |  |           |  |
| Francesco Pertusati                        |                                         | ?                   |                  |  |  |       |  |  |          |  |  |           |  |
|                                            | Claudio Dal Pozzo, I marchese di Annone | Bonifacio Dal Pozzo |                  |  |  |       |  |  |          |  |  |           |  |
|                                            | Claudio Dal Pozzo, I marchese di Annone | Bonifacio Dal Pozzo |                  |  |  |       |  |  |          |  |  |           |  |
|                                            | Claudio Dal Pozzo, I marchese di Annone | ?                   |                  |  |  |       |  |  |          |  |  |           |  |
| Francesco Dal Pozzo, II marchese di Annone | Claudio Dal Pozzo, I marchese di Annone |                     |                  |  |  |       |  |  |          |  |  |           |  |
|                                            |                                         | Barbara Guasco      | Francesco Guasco |  |  |       |  |  |          |  |  |           |  |
|                                            |                                         | Barbara Guasco      | Francesco Guasco |  |  |       |  |  |          |  |  |           |  |
|                                            |                                         | Barbara Guasco      | ?                |  |  |       |  |  |          |  |  |           |  |
| Barbara Dal Pozzo                          |                                         | Barbara Guasco      |                  |  |  |       |  |  |          |  |  |           |  |
|                                            |                                         | Antonio Guasco      | ?                |  |  |       |  |  |          |  |  |           |  |
|                                            |                                         | Antonio Guasco      | ?                |  |  |       |  |  |          |  |  |           |  |
|                                            |                                         | Antonio Guasco      | ?                |  |  |       |  |  |          |  |  |           |  |
| Maria Guasco                               |                                         | Antonio Guasco      |                  |  |  |       |  |  |          |  |  |           |  |
|                                            |                                         | ?                   | ?                |  |  |       |  |  |          |  |  |           |  |
|                                            |                                         | ?                   | ?                |  |  |       |  |  |          |  |  |           |  |
|                                            |                                         | ?                   | ?                |  |  |       |  |  |          |  |  |           |  |
|                                            |                                         | ?                   |                  |  |  |       |  |  |          |  |  |           |  |